# Игарка
Игарка (рус. Игарка) град је у Русији у Краснојарском крају. Према попису становништва из 2010. у граду је живело 6183 становника.

## Становништво
| 1939.  | 1959.  | 1970.  | 1979.  | 1989.  | 2002. | 2010. |
| ------ | ------ | ------ | ------ | ------ | ----- | ----- |
| 23.600 | 14.311 | 15.624 | 16.335 | 18.820 | 8.627 | 6.183 |